# Waterloo Region
El Waterloo Region es un equipo de fútbol de Canadá que juega en la Canadian Soccer League.

## Historia
Fue fundado en el año 2011 en la ciudad de Waterloo, Ontario con el nombre KW United FC, aunque la temporada siguiente lo cambiaron por su nombre actual tras unirse a la Canadian Soccer League.
Han sido campeones de la Canadian Soccer League en una ocasión en la temporada 2013 luego de vencer 2-1 en la final al Kingston FC.

## Palmarés
- Canadian Soccer League: 1

2013
- CSL D2 Championship: 1

2013
- Canadian Soccer League Segunda División Temporada Regular: 1

2016

## Temporadas
| Año  | División               | Liga | Temporada regular | Playoffs         |
| ---- | ---------------------- | ---- | ----------------- | ---------------- |
| 2011 | Second Division - West | CSL  | 4º                | Semifinales      |
| 2012 | First Division         | CSL  | 9º                | No calificó      |
| 2013 | First Division         | CSL  | 5º                | Campeón          |
| 2014 | First Division         | CSL  | 7º                | Quartos de final |
| 2015 | First Division         | CSL  | 4º                | Final            |
| 2016 | Second Division        | CSL  | 1º                | Semifinales      |
| 2017 | First Division         | CSL  | 7º                | Quartos de final |
| 2018 | First Division         | CSL  | 3º                | Semifinales      |
| 2019 | First Division         | CSL  | 4º                | Semifinales      |

## Entrenadores
| Año           | Entrenador    |
| ------------- | ------------- |
| 2011-2016     | Lazo Džepina  |
| 2017          | Stefan Ristic |
| 2018-presente | Radivoj Panic |

## Jugadores

### Jugadores destacados
- Haris Fazlagić (2012)